# Champsozaur

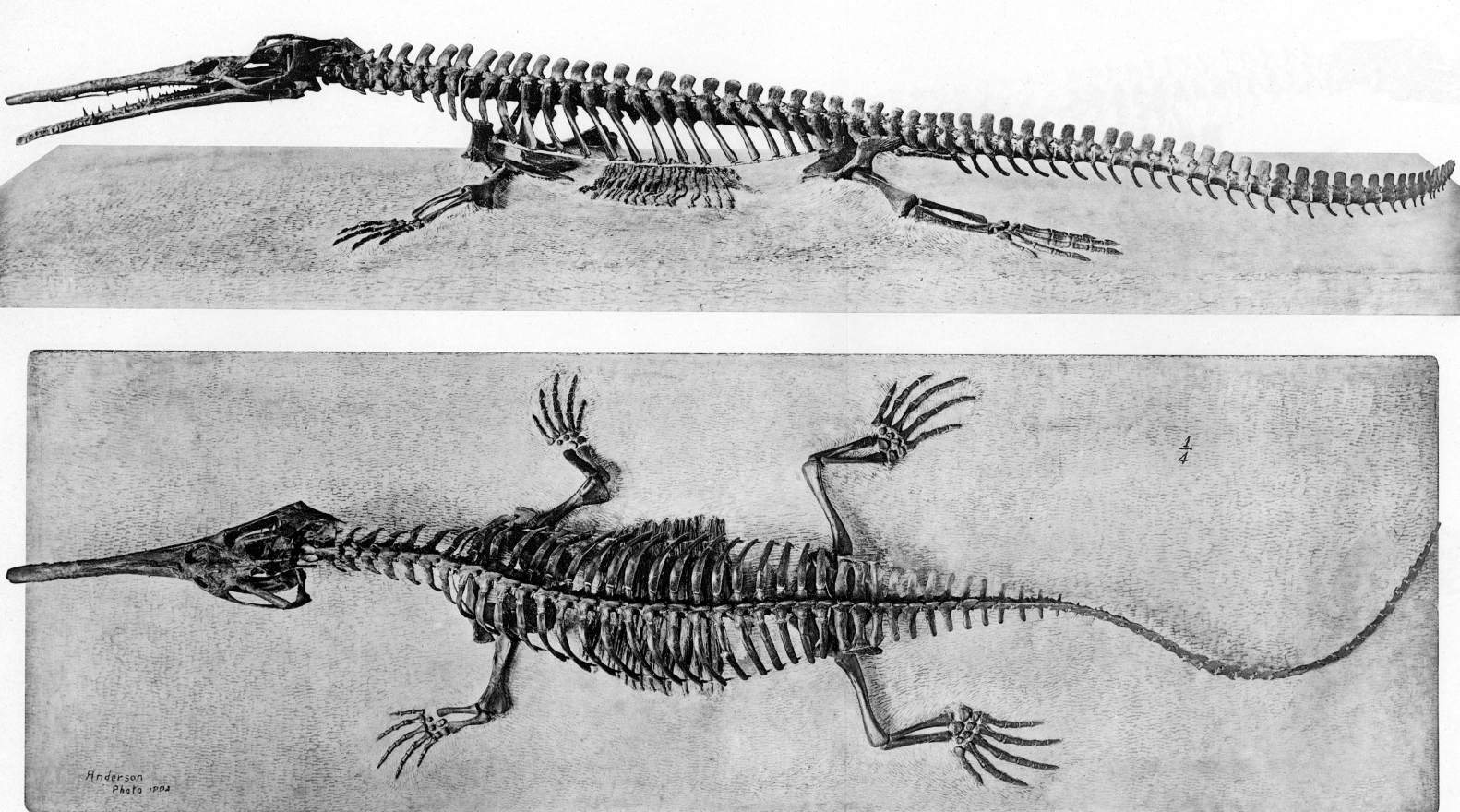
Szkielet champsozaura

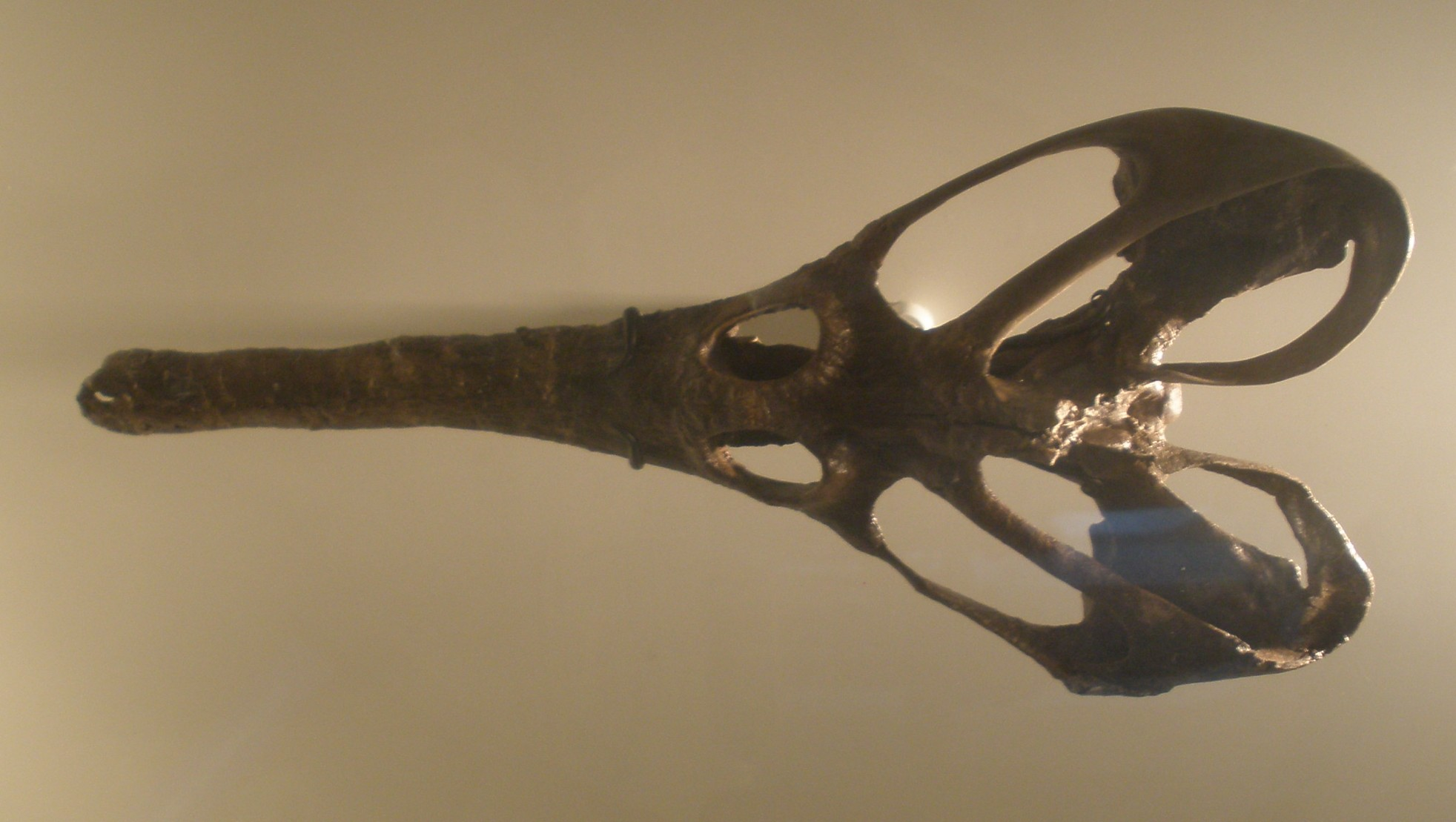
Czaszka Champsosaurus laramiensis

Champsozaur (Champsosaurus) – rodzaj wodnego gada z rzędu Choristodera, należący do rodziny Champsosauridae.

## Morfologia
Champsozaur charakteryzował się bardzo wydłużoną czaszką, kształtem przypominającą czaszkę gawiala. Kręgosłup składał się z dziewięciu kręgów krzyżowych, siedemnastu tułowiowych, dwóch krzyżowych, jednego krzyżowo-ogonowego i co najmniej dwudziestu jeden ogonowych. Kości łokciowa i promieniowa były tej samej długości, udowa znacznie dłuższa od ramiennej, strzałkowa zredukowana, a piszczelowa – duża. Stopy były zakończone pięcioma palcami częściowo spiętymi błoną pławną. Skórę pokrywały okrągłe lub romboidalne łuski. Poszczególne gatunki champsozaurów różniły się rozmiarami, np. późnokredowy C. laramiensis osiągał około 1,5 m długości, a największe gatunki, takie jak C. natator i C. dolloi oraz kilka nienazwanych form, mogły dorastać do 4 m.

## Paleobiologia i paleoekologia
Champsozaur był gadem wodnym, masywne, szerokie żebra wskazują, że na lądzie poruszał się pełzając. Głowa i tułów były grzbietowo-brzusznie spłaszczone, co stanowiło adaptację do wodnego trybu życia. Champsozaur miał dobrze wykształcone wtórne podniebienie. Długi przewód nosowy i giętka szyja ułatwiały oddychanie podczas pływania. Klatka piersiowa była stosunkowo sztywna, a gastralia służyły do rozszerzania i zwężania opłucnej, a także do obniżania środka ciężkości ciała, co ułatwiało stabilizację podczas pływania.
Katsura zasugerował, że samice miały masywniejsze kończyny niż samce ze względu na spędzanie większej ilości czasu na lądzie, podczas gniazdowania. Złączenie kręgów krzyżowych u samic prawdopodobnie jest wynikiem bardziej lądowego trybu życia w wyniku aktywności związanej z rozmnażaniem. Struktura wewnętrzna kości udowych młodych champsozaurów była zbliżona do występującej u samców, co sugeruje, że większość czasu spędzały one w wodzie.
Puszka mózgowa była stosunkowo prymitywnie zbudowana w porównaniu do innych rejonów czaszki champsozaura.
Zasięg geograficzny champsozaura w późnej kredzie był ograniczony do terenów Wielkich Równin w Ameryce Północnej. We wczesnym paleocenie zasięg występowania przedstawicieli tego rodzaju rozszerzył się na Europę oraz południe Ameryki Północnej, do południowego Teksasu. Champsozaury zasiedlały tereny o rocznej temperaturze nie niższej niż 10 °C i przypuszczalnie były bardziej odporne na niskie temperatury od współczesnych im krokodyli. W ekosystemach champsozaury zajmowały prawdopodobnie nisze ekologiczne zbliżone do tych należących obecnie do gawiali.

## Taksonomia
Rodzaj Champsosaurus i jego gatunek typowy, C. annectens, zostały opisane wraz z trzema innymi gatunkami należącymi do tego rodzaju w 1876 roku przez Edwarda Drinkera Cope'a na podstawie skamieniałości pochodzących z górnokredowych osadów złóż Judith River w stanie Montana. Niedługo później Cope opisał kolejne trzy gatunki champsozaurów z dolnego eocenu formacji Puerca w Nowym Meksyku. Z tych siedmiu gatunków Barnum Brown trzy uznał za niediagnostyczne lub należące do innych grup gadów. Obecnie powszechnie akceptowanych jest sześć gatunków z rodzaju Champsosaurus, a pozostałe są przeważnie uznawane za nomina vana. Niejasny jest również status C. ambulator, którego skamieniałości mogą należeć do samic champsozaurów z gatunku C. laramiensis.